# 国分川
国分川（こくぶがわ）は、高知県を流れる二級河川である。上流部は新改川と呼ばれる。二級河川の指定区間の長さは21.1km。1970年の台風10号で高潮被害を受けたことにより、対策として防潮堤が整備されている。

## 流路
高知県香美市の西部に源を発し南西に流れ、高知市街地で浦戸湾に注ぐ。流域面積は157.8km2。

## 支流
- 領石川
- 笠ノ川川
- 山崎川
- 小蓮川
- 菱池川
- 久万川
- 舟入川
- 江ノ口川

## 河川施設
- 休場ダム - 吉野川水系の穴内川ダムから四国山地を貫く導水路によって供給を受けている。このダムの水を利用して新改水力発電所での発電が行われる。

## 歴史
- 1998年9月24日に発生した高知豪雨により、国分川周辺では甚大な浸水被害が出た[2]。
- 国分川の流域には2013年の日本映画『県庁おもてなし課』のロケ地がある。その場所に関してゴミが目立つと観光客が意見を寄せたところ、高知県庁に実在する「おもてなし課」が当件について対応したことがある[3]。